# Foxwoods Resort Casino
Foxwoods Resort Casino és un complex de sis casinos a Ledyard, Connecticut, dintre de la reserva índia de la tribu dels Mashantucket Pequot. Els casinos tenen més de 380 taules de joc i més de 6.300 màquines escurabutxaques, a part de diferents restaurants i de 2.266 habitacions. Actualment és el segon casino més gran dels EUA, després del WinStar World Casino, a Oklahoma.

## Història
Foxwoods va ser fundat el 1986 com a sala de Bingo.
No va ser fins al 1992 en què la tribu dels Mashantucket Pequot va afegir taules de joc i posteriorment, el 1993, va afegir les màquines escurabutxaques.
El casino va ser completat el 1996 i un any després la Grand Pequot Tower va ser oberta pels negocis.